# Radio Ventisquero
 (janvier 2016).
Radio Ventisquero est une station de radio chilienne, qui émet depuis Coyhaique. Son slogan est « la voz de la Région de Aisén », ce qui signifie « la voix de la région de Aisén ». « Radio Ventisquero » signifie littéralement « radio congère ».
Luis Sepúlveda lui dédie son livre Le Monde du bout du monde, paru en 1989. Il évoque également la radio au travers de Jorge Díaz, présentateur et directeur historique de la station, dans son livre Le Neveu d'Amérique (pt), paru en 1994.